# Cerastium lineare
Cerastium lineare är en nejlikväxtart som beskrevs av Carlo Allioni. Cerastium lineare ingår i släktet arvar, och familjen nejlikväxter. Inga underarter finns listade i Catalogue of Life.

## Bildgalleri

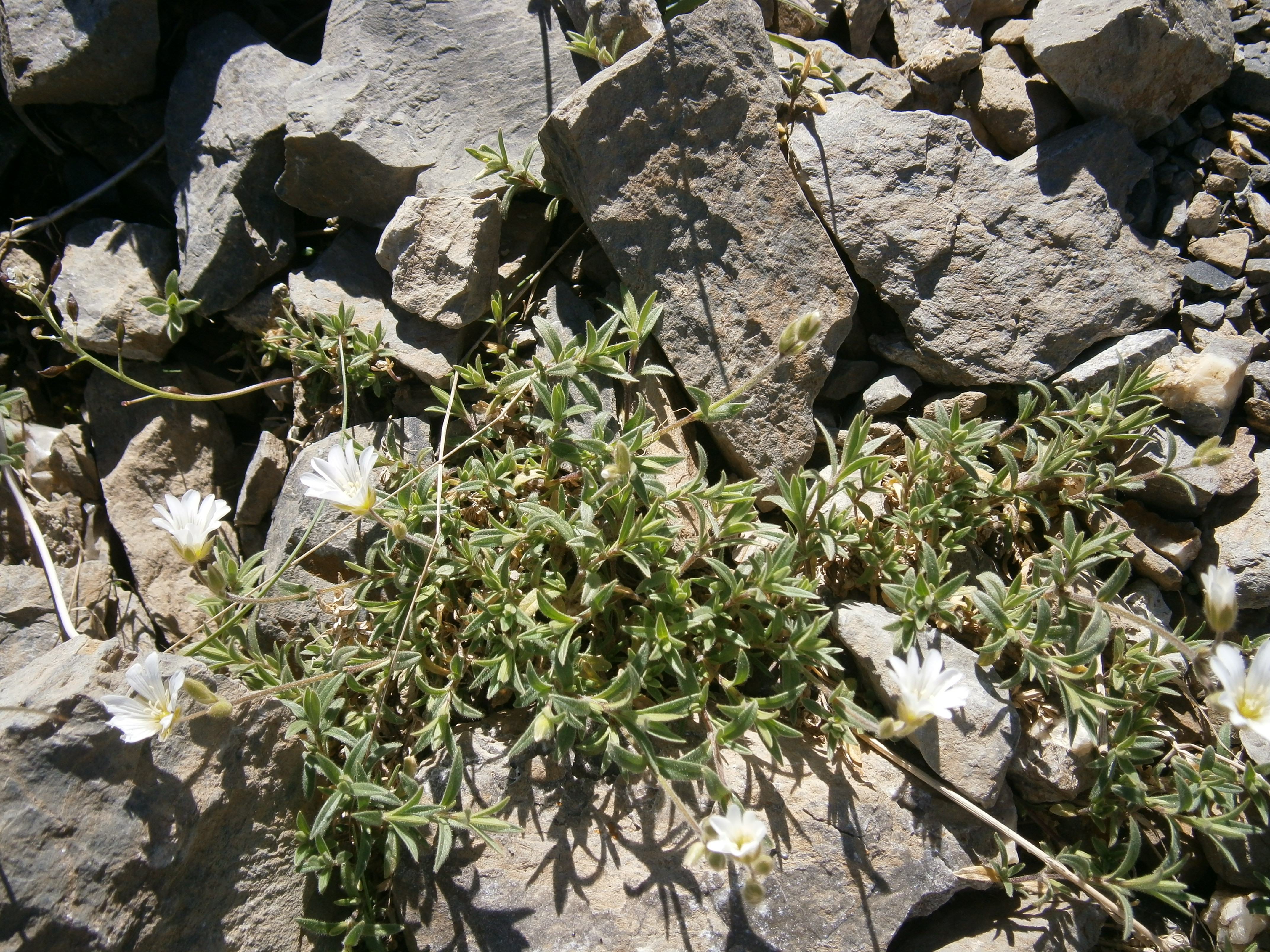
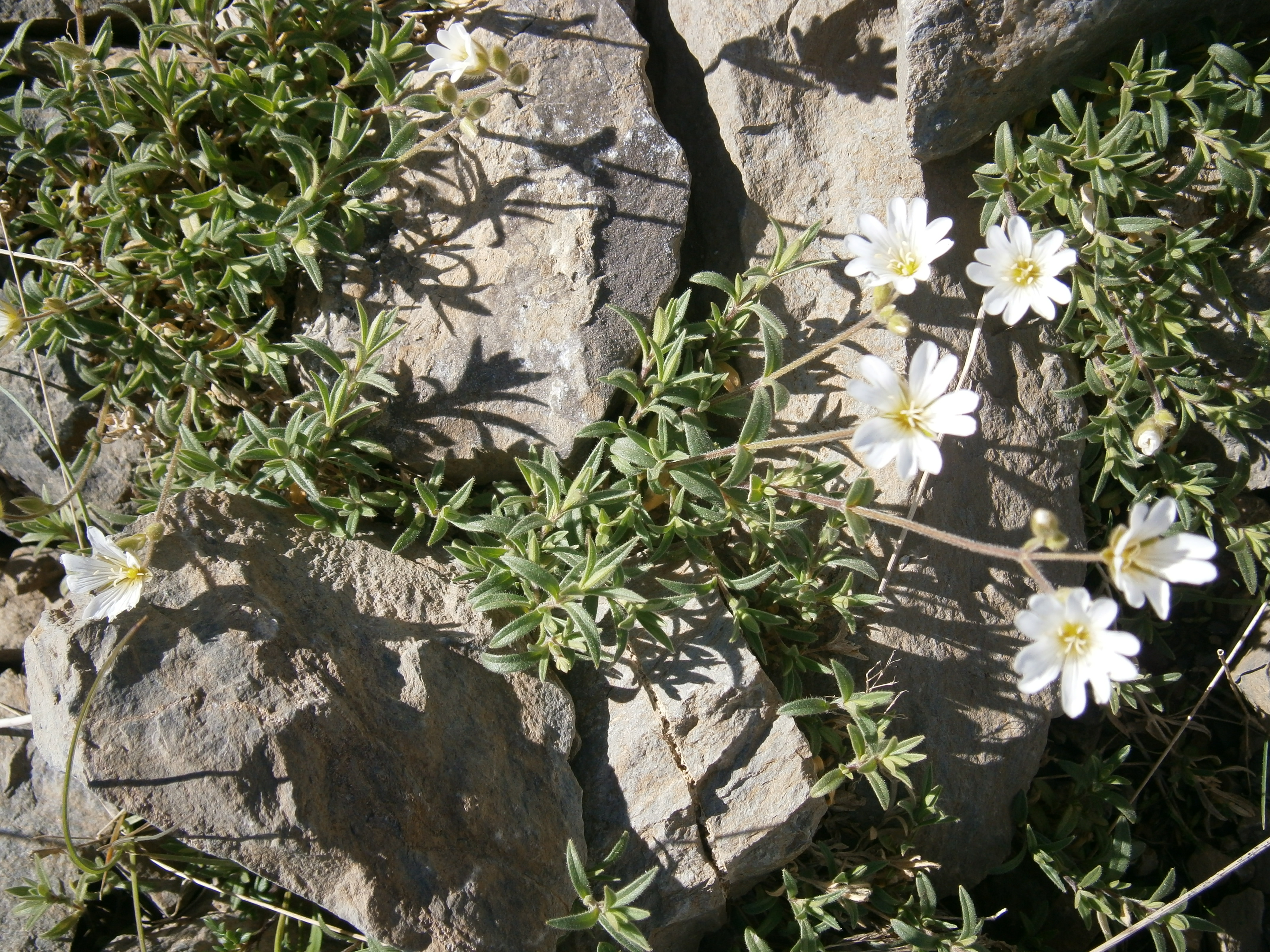